# Euonymus americanus
Euonymus americanus är en benvedsväxtart som beskrevs av Carolus Linnaeus. Euonymus americanus ingår i släktet Euonymus och familjen Celastraceae. Inga underarter finns listade.

## Bildgalleri

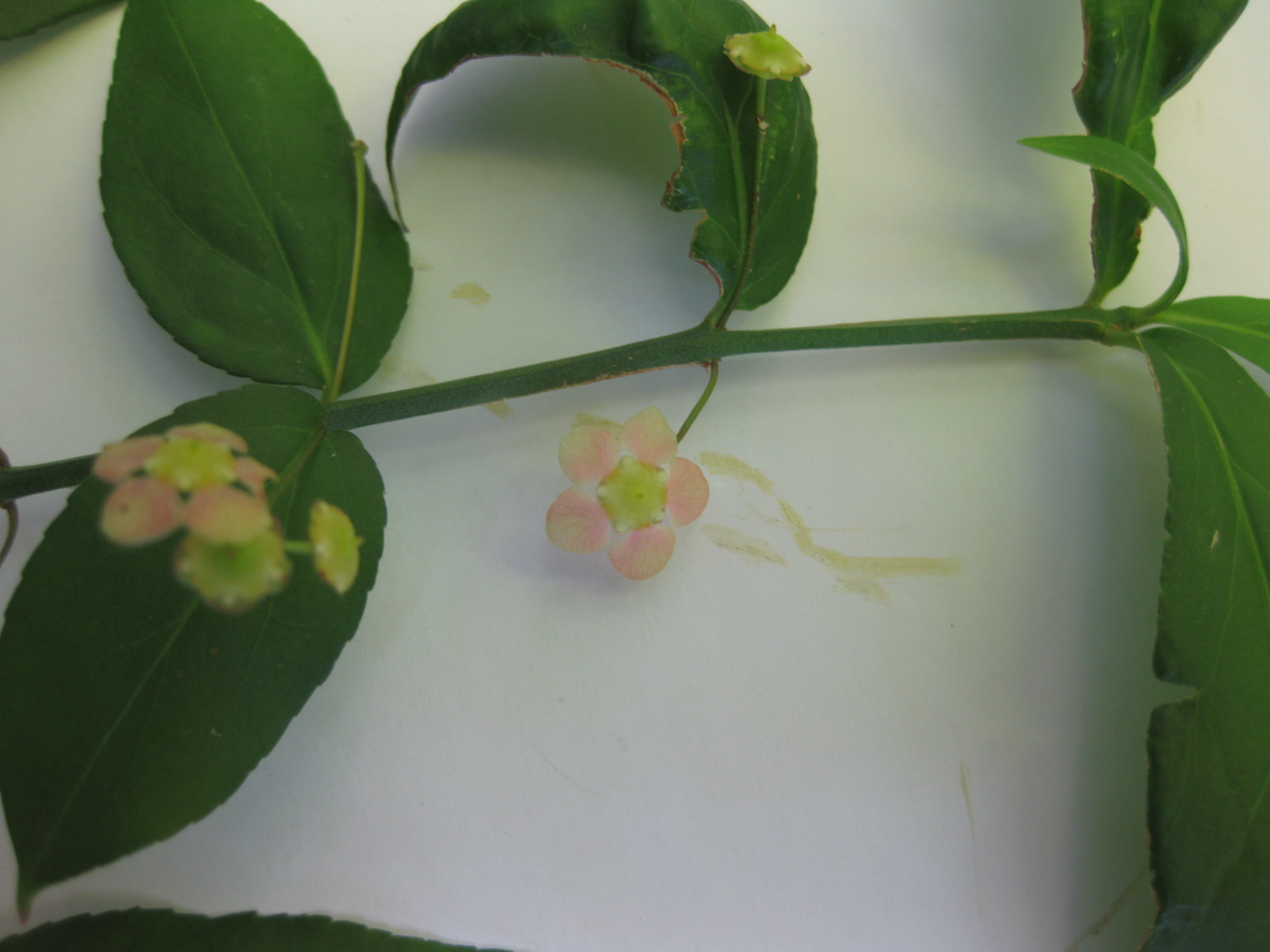